# 충청남도지사 선거
충청남도지사 선거는 충청남도의 도지사를 선출하기 위한 선거이다.

## 역대 민선 충청남도지사
| 선거   | 정당 | 정당           | 도지사 |
| ------ | ---- | -------------- | ------ |
| 1960년 |      | 신민당         | 이기세 |
| 1995년 |      | 자유민주연합   | 심대평 |
| 1998년 |      | 자유민주연합   | 심대평 |
| 2002년 |      | 자유민주연합   | 심대평 |
| 2006년 |      | 한나라당       | 이완구 |
| 2010년 |      | 민주당         | 안희정 |
| 2014년 |      | 새정치민주연합 | 안희정 |
| 2018년 |      | 더불어민주당   | 양승조 |
| 2022년 |      | 국민의힘       | 김태흠 |

## 역대 선거 결과

### 1960년 대한민국 지방선거
1960년에 실시된 1960년 대한민국 지방선거에서 이기세 후보가 충청남도지사로 당선되었다. 하지만 5.16 군사 정변 이후 충청남도지사는 다시 관선으로 선출하도록 바뀌었다.

### 제1회 전국동시지방선거
|  | 67.88% |

|  | 19.18% |

|  | 12.92% |

### 제2회 전국동시지방선거
|  | 84.63% |

|  | 15.36% |

### 제3회 전국동시지방선거
|  | 66.96% |

|  | 33.03% |

### 제4회 전국동시지방선거
|  | 46.31% |

|  | 25.54% |

|  | 21.74% |

|  | 6.39% |

### 제5회 전국동시지방선거
|  | 42.25% |

|  | 39.94% |

|  | 17.79% |

### 제6회 전국동시지방선거
|  | 52.21% |

|  | 43.95% |

|  | 3.83% |

### 제7회 전국동시지방선거
|  | 62.55% |

|  | 35.10% |

|  | 2.33% |

### 제8회 전국동시지방선거
|  | 53.87% |

|  | 46.12% |